# Ustup Lermontova
Ustup Lermontova (englische Transkription von russisch Уступ Лермонтова Ustup Lermontowa, deutsch ‚Lermontow-Schulter‘) ist ein isolierter Gebirgskamm im ostantarktischen Coatsland. Er ragt unweit des Filchner-Ronne-Schelfeises auf.
Russische Wissenschaftler benannten ihn. Der Namensgeber ist nicht überliefert.